# Fonyód
Fonyód ist eine ungarische Stadt im gleichnamigen Kreis im Komitat Somogy.

## Geografische Lage
Die Stadt liegt direkt am südlichen Ufer des Balaton. Nachbargemeinden sind Balatonfenyves, Ordacsehi, Balatonboglár und Lengyeltóti.

## Sehenswürdigkeiten
- Burg Fácános
- Aussichtsturm (Várhegyi Széplató)

## Städtepartnerschaften
- Borsec, Rumänien
- Krotoszyn, Polen
- Leipheim, Deutschland, seit 1993
- Mettet, Belgien
- Nové Zámky, Slowakei

## Söhne und Töchter der Stadt
- Ilona Győri (1929–2001), Schauspielerin

## Verkehr

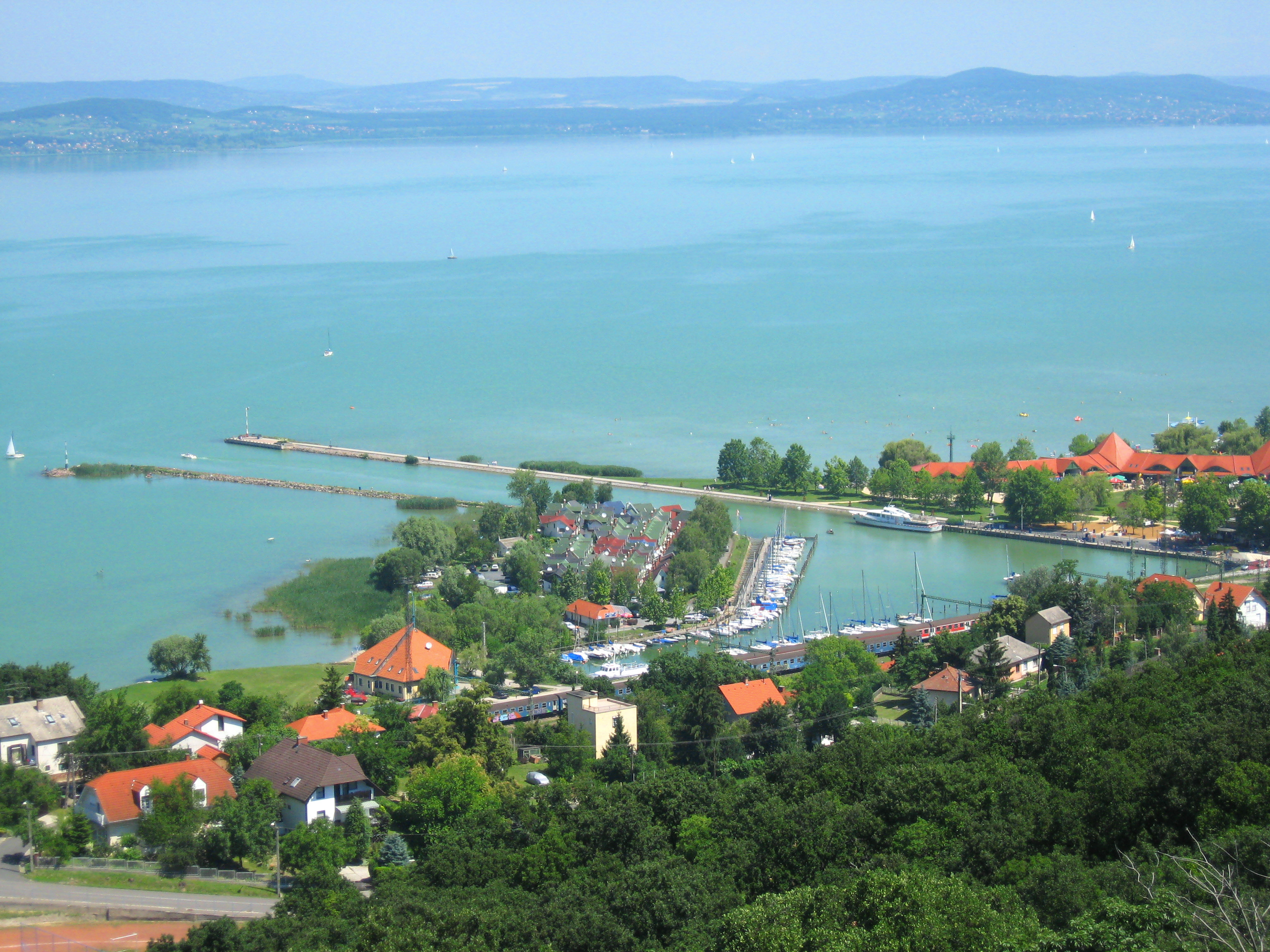
Blick auf den Hafen von Fonyód

Durch Fonyód verläuft die Hauptstraße Nr. 7, drei Kilometer südlich der Stadt die Autobahn M7. Vom Bahnhof in Fonyód bestehen Zugverbindungen zum Budapester Ostbahnhof, nach Nagykanizsa und Kaposvár. Zudem gibt es eine Schiffsverbindung über den Balaton zum Badacsony.